# Путкасте (Мартна)
Пу́ткасте (ест. Putkaste küla) — село в Естонії, у волості Ляене-Ніґула повіту Ляенемаа.

## Населення
Чисельність населення на 31 грудня 2011 року становила 39 осіб.

## Географія
Путкасте межує з південною околицею села Мартна.
Поблизу села проходить автошлях 16160 (Палівере — Оонґа).

## Історія
До 21 жовтня 2017 року село входило до складу волості Мартна.